# Morgan Shuster

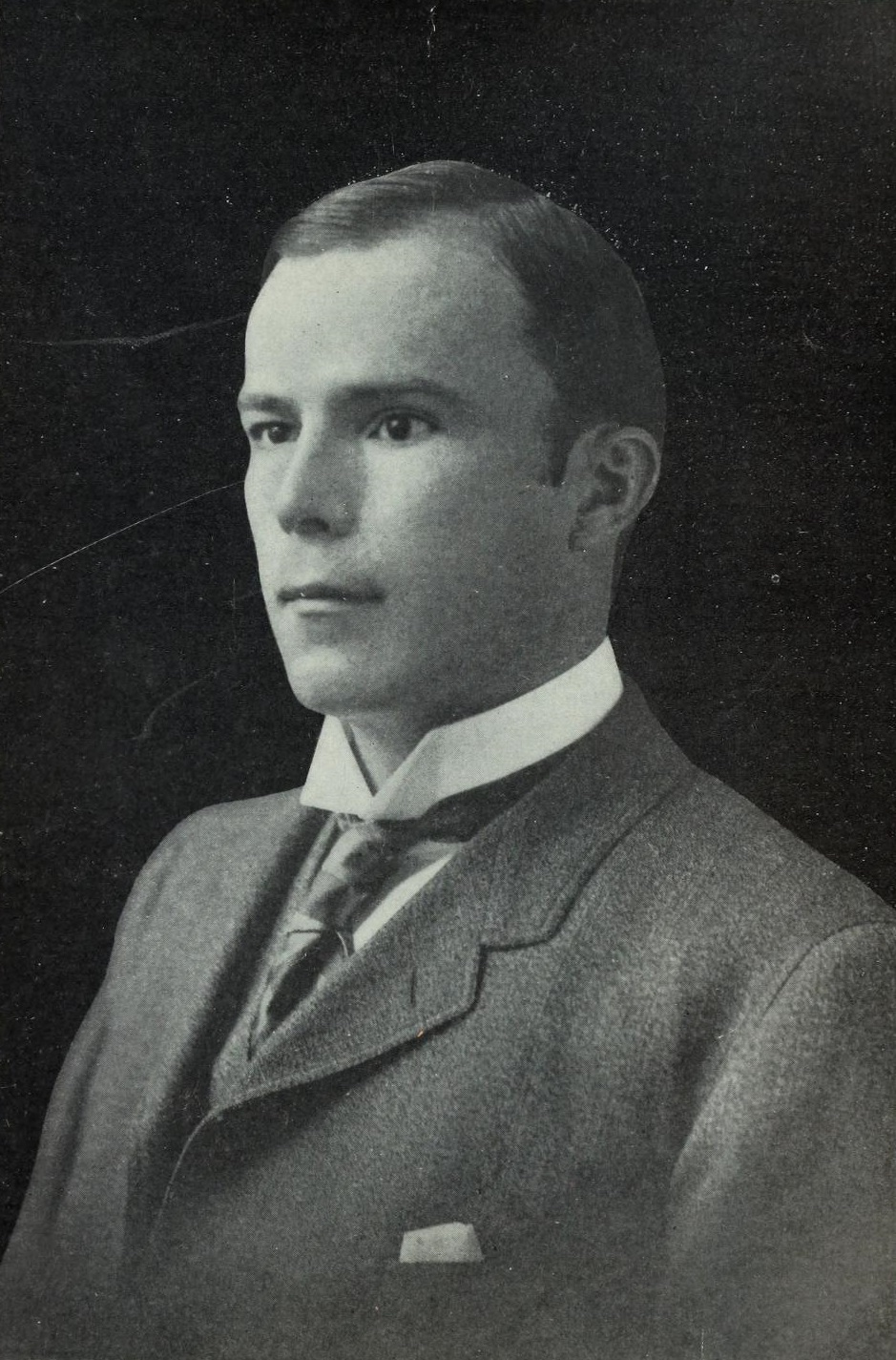
William Morgan Shuster

William Morgan Shuster, född 23 februari 1877 i Washington, D.C., död den 26 maj 1960 i New York, var en amerikansk advokat, statstjänsteman och förläggare som var skattekansler (treasurer-general) i Iran, utnämnd av det iranska parlamentet och i tjänst från maj till december 1911.

## Biografi
Under Persiens konstitutionella revolution 1906 försökte den konstitutionella rörelsen omvandla Persien till ett västerländskt orienterat, demokratiskt samhälle. Rörelsen tvingade shahen att inrätta ett folkvalt parlament (Majlis) och till en rad andra reformer.
Efter rekommendationer från den amerikanska regeringen utsåg det persiska parlamentet Shuster till skattekansler för att försöka få ordning på landets skakiga finanser. Den härskande Qajardynastin hade dragit på sig stora skulder till de två kolonialmakterna Storbritannien och Ryssland som i Sankt Petersburg-fördraget 1907 delat upp Persien i två ekonomiska intressesfärer, en brittisk och en rysk.
Shuster blev aktiv i att stödja det konstitutionella revolutionen ekonomiskt. När Persiens regering beordrade Shu'a al-Saltaneh (شعاع السلطنه), Shahens bror, som stödde Rysslands politik i Persien, att överlämna sina tillgångar till regeringen, fick Shuster i uppgift att verkställa beslutet, vilket han också försökte. Ryssland svarade dock med att omedelbart landsätta trupper i Bandar-e Anzali. De krävde också en ursäkt och ekonomisk ersättning från den persiska regeringen samt att Shusters engagemang i Persien skulle avslutas. Regeringen sade upp Shuster den 11 december 1911 mot parlamentets vilja.

## The Strangling of Persia
Shuster återvände till USA där han skrev boken The Strangling of Persia som är en svidande uppgörelse med kolonialmakterna Storbritanniens och Rysslands inblandning i Persiens inre angelägeneter.
En välkänd passage i boken lyder:

"Det var uppenbart att Persiens folk förtjänar något bättre än det de får, att de ville att vi skulle lyckas, men det var britterna och ryssarna som bestämde sig för att inte låta oss lyckas."